# Five Nations 1989
Die Ausgabe 1989 des jährlich ausgetragenen Rugby-Union-Turniers Five Nations (seit 2000 Six Nations) fand an fünf Spieltagen zwischen dem 21. Januar und dem 18. März statt. Turniersieger wurde Frankreich.

## Teilnehmer
| Land       | Stadion             | Stadt     | Trainer         | Kapitän          |
| ---------- | ------------------- | --------- | --------------- | ---------------- |
| England    | Twickenham Stadium  | London    | Geoff Cooke     | Will Carling     |
| Frankreich | Parc des Princes    | Paris     | Jacques Fouroux | Pierre Berbizier |
| Irland     | Lansdowne Road      | Dublin    | Jim Davidson    | Phillip Matthews |
| Schottland | Murrayfield Stadium | Edinburgh | Ian McGeechan   | Finlay Calder    |
| Wales      | Cardiff Arms Park   | Cardiff   | John Ryan       | Paul Thorburn    |

## Tabelle
|    | Land       | Spiele | Siege | Unent. | Ndlg. | Spiel- punkte | Diff. | Tabellen- punkte |
| -- | ---------- | ------ | ----- | ------ | ----- | ------------- | ----- | ---------------- |
| 1. | Frankreich | 4      | 3     | 0      | 1     | 76:47         | + 29  | 6                |
| 2. | England    | 4      | 2     | 1      | 1     | 48:27         | + 21  | 5                |
| 2. | Schottland | 4      | 2     | 1      | 1     | 75:59         | + 16  | 5                |
| 4. | Irland     | 4      | 1     | 0      | 3     | 64:92         | − 28  | 2                |
| 4. | Wales      | 4      | 1     | 0      | 3     | 44:82         | − 38  | 2                |

## Ergebnisse

### Erste Runde
| 21. Januar 1989 | Irland                                                        | 21 : 26        | Frankreich                                                                           | Lansdowne Road, Dublin Zuschauer: 52.000 Schiedsrichter: Brian Anderson (Schottland) |
| 21. Januar 1989 | Versuche: Mullin Erhöhungen: Kiernan Straftritte: Kiernan (5) | (18:7) Bericht | Versuche: Blanco Lafond Lagisquet (2) Erhöhungen: Lafond (2) Straftritte: Lafond (2) | Lansdowne Road, Dublin Zuschauer: 52.000 Schiedsrichter: Brian Anderson (Schottland) |

| 21. Januar 1989 | Schottland                                                                                    | 23 : 7         | Wales                             | Murrayfield Stadium, Edinburgh Schiedsrichter: Jean-Claude Doulcet (Frankreich) |
| 21. Januar 1989 | Versuche: Armstrong Chalmers White Erhöhungen: Dods Straftritte: Dods (2) Dropgoals: Chalmers | (19:0) Bericht | Versuche: Hall Straftritte: Bowen | Murrayfield Stadium, Edinburgh Schiedsrichter: Jean-Claude Doulcet (Frankreich) |

### Zweite Runde
| 4. Februar 1989 | Wales                                     | 13 : 19       | Irland                                                              | Cardiff Arms Park, Cardiff Schiedsrichter: Roger Quittenton (England) |
| 4. Februar 1989 | Versuche: Jones Straftritte: Thorburn (3) | (6:0) Bericht | Versuche: Dean Mannion Erhöhungen: Kiernan Straftritte: Kiernan (3) | Cardiff Arms Park, Cardiff Schiedsrichter: Roger Quittenton (England) |

| 4. Februar 1989 | England                          | 12 : 12       | Schottland                                               | Twickenham Stadium, London Schiedsrichter: Guy Maurette (Frankreich) |
| 4. Februar 1989 | Straftritte: Andrew (2) Webb (2) | (6:9) Bericht | Versuche: Jeffrey Erhöhungen: Dods Straftritte: Dods (2) | Twickenham Stadium, London Schiedsrichter: Guy Maurette (Frankreich) |

### Dritte Runde
| 18. Februar 1989 | Frankreich                                                                                               | 31 : 12        | Wales                     | Parc des Princes, Paris Zuschauer: 50.370 Schiedsrichter: Jim Fleming (Schottland) |
| 18. Februar 1989 | Versuche: Berbizier Blanco (2) Dintrans Erhöhungen: Lafond (3) Straftritte: Lafond (2) Dropgoals: Mesnel | (16:6) Bericht | Straftritte: Thorburn (4) | Parc des Princes, Paris Zuschauer: 50.370 Schiedsrichter: Jim Fleming (Schottland) |

| 18. Februar 1989 | Irland               | 3 : 16        | England                                                             | Lansdowne Road, Dublin Schiedsrichter: Les Peard (Wales) |
| 18. Februar 1989 | Straftritte: Kiernan | (0:6) Bericht | Versuche: Moore Richards Erhöhungen: Andrew Straftritte: Andrew (2) | Lansdowne Road, Dublin Schiedsrichter: Les Peard (Wales) |

### Vierte Runde
| 4. März 1989 | Schottland                                                                     | 37 : 21         | Irland                                                                   | Murrayfield Stadium, Edinburgh Schiedsrichter: Kerry Fitzgerald (Neuseeland) |
| 4. März 1989 | Versuche: Cronin Jeffrey Tukalo (3) Erhöhungen: Dods (4) Straftritte: Dods (3) | (19:21) Bericht | Versuche: Dunlea Mullin (2) Erhöhungen: Kiernan (3) Straftritte: Kiernan | Murrayfield Stadium, Edinburgh Schiedsrichter: Kerry Fitzgerald (Neuseeland) |

| 4. März 1989 | England                                        | 11 : 0        | Frankreich | Twickenham Stadium, London Zuschauer: 62.500 Schiedsrichter: Stephen Hilditch (Irland) |
| 4. März 1989 | Versuche: Carling Robinson Straftritte: Andrew | (4:0) Bericht |            | Twickenham Stadium, London Zuschauer: 62.500 Schiedsrichter: Stephen Hilditch (Irland) |

### Fünfte Runde
| 18. März 1989 | Frankreich                                                                    | 19 : 3        | Schottland        | Parc des Princes, Paris Zuschauer: 49.370 Schiedsrichter: Owen Doyle (Irland) |
| 18. März 1989 | Versuche: Berbizier Blanco Lagisquet Erhöhungen: Bérot (2) Straftritte: Bérot | (6:3) Bericht | Straftritte: Dods | Parc des Princes, Paris Zuschauer: 49.370 Schiedsrichter: Owen Doyle (Irland) |

| 18. März 1989 | Wales                                                         | 12 : 9        | England                                   | Cardiff Arms Park, Cardiff Schiedsrichter: Kerry Fitzgerald (Neuseeland) |
| 18. März 1989 | Versuche: Hall Erhöhungen: Thorburn Straftritte: Thorburn (2) | (6:9) Bericht | Straftritte: Andrew (2) Dropgoals: Andrew | Cardiff Arms Park, Cardiff Schiedsrichter: Kerry Fitzgerald (Neuseeland) |